# Mistrovství Asie a Oceánie v ledním hokeji do 18 let 1999
Mistrovství Asie a Oceánie v ledním hokeji do 18 let 1999 byl šestnáctý asijský U18 turnaj v ledním hokeji. Poprvé byl rozdělen do dvou divizí a také poprvé byl součástí nově založeného Mistrovství světa do 18 let.

## Divize I
Turnaj divize I se konal od 10. do 13. února 1999 v Nikkó v prefektuře Točigi v horách uprostřed ostrova Honšú v Japonsku. Turnaje se zúčastnila čtyři družstva, která se v předchozím ročníku umístila na prvních čtyřech místech a hrála jednokolově každé s každým. Vítězství si připsali junioři domácího Japonska před juniory Jižní Koreje a juniory Číny. Vítězstvím si Japonsko zajistilo účast ve skupině B Mistrovství světa v následujícím roce. Z divize I nikdo nesestoupil.

### Výsledky
|    |             | Japonsko | Jižní Korea | Čína | Austrálie | V | R | P | VG | OG | B |
| 1. | Japonsko    | ***      | 8:4         | 13:1 | 15:0      | 3 | 0 | 0 | 36 | 5  | 6 |
| 2. | Jižní Korea | 4:8      | ***         | 6:3  | 14:0      | 2 | 0 | 1 | 24 | 11 | 4 |
| 3. | Čína        | 1:13     | 3:6         | ***  | 11:0      | 1 | 0 | 2 | 15 | 19 | 2 |
| 4. | Austrálie   | 0:15     | 0:14        | 0:11 | ***       | 0 | 0 | 3 | 0  | 40 | 0 |

## Divize II
Turnaj divize II se konal od 20. do 25. března 1999 v Pchjongjangu v Severní Koreji. Turnaje se zúčastnila čtyři družstva, poté co se tři (Thajsko, Singapur a Hongkong) odhlásila. Družstva hrála jednokolově každé s každým, načež následovalo semifinále a zápasy o umístění. Vítězství si připsali junioři domácí Severní Koreje před juniory Jižní Afriky a juniory Nového Zélandu. Vítězstvím si Severní Korea zajistila účast v divizi I v následujícím roce.

### Výsledky
|     |               | Severní Korea | JAR  | Nový Zéland | Tchaj-wan | V | R | P | VG | OG | B |
| SF1 | Severní Korea | ***           | 9:3  | 23:0        | 24:0      | 3 | 0 | 0 | 56 | 3  | 6 |
| SF2 | JAR           | 3:9           | ***  | 1:0         | 34:1      | 2 | 0 | 1 | 38 | 10 | 4 |
| SF2 | Nový Zéland   | 0:23          | 0:1  | ***         | 20:3      | 1 | 0 | 2 | 20 | 27 | 2 |
| SF1 | Tchaj-wan     | 0:24          | 1:34 | 3:20        | ***       | 0 | 0 | 3 | 4  | 78 | 0 |

### Play-off

#### Semifinále
|  | SF1 | Severní Korea | 29:0 | Tchaj-wan   |
|  | SF2 | JAR           | 15:0 | Nový Zéland |

#### O pořadí
|    | o 5. místo    | Severní Korea | JAR       |
| 5. | Severní Korea | ***           | 9:1       |
| 6. | JAR           | 1:9           | ***       |
|    | o 7. místo    | Nový Zéland   | Tchaj-wan |
| 7. | Nový Zéland   | ***           | 26:4      |
| 8. | Tchaj-wan     | 4:26          | ***       |